# 1905 a sportban
1905 legfontosabb sporteseményei a következők voltak:

## Események
- július 9–30. – 1905-ös Tour de France.
- Az FTC nyeri az NB1-et. (Ez a klub második bajnoki címe.)
- Ötödik alkalommal rendezik a magyar gyorskorcsolya bajnokságot, melynek férfi nagytávú összetett versenyét Péczeli Andor nyeri.[1]

## Születések
| Születés       | Név                    | Nemzetiség, sportág, eredmények                                                                   | Halálozás |
| -------------- | ---------------------- | ------------------------------------------------------------------------------------------------- | --------- |
| ?              | Luis Vargas Peña       | paraguayi válogatott labdarúgó                                                                    | ?         |
| január 4.      | Papp László            | Európa-bajnok és olimpiai ezüstérmes magyar birkózó, ügyvéd, mesteredző, szakíró, sportvezető     | 1989      |
| január 12.     | Raymond Passello       | svájci válogatott labdarúgó                                                                       | 1987      |
| január 14.     | Sven Rydell            | olimpiai bronzérmes svéd válogatott labdarúgó                                                     | 1975      |
| január 17.     | Guillermo Stábile      | világbajnoki ezüstérmes argentin válogatott labdarúgó és Copa Amérika-győztes szövetségi kapitány | 1966      |
| január 28.     | Fausto dos Santos      | brazil válogatott labdarúgó                                                                       | 1939      |
| február 7.     | Táncos Mihály          | román-magyar válogatott labdarúgó, csatár, edző                                                   | 1993      |
| március 6.     | Orbán Ferenc           | magyar magasugró atléta, sportújságíró                                                            | 1989      |
| március 8.     | Keserű Alajos          | olimpiai és Európa-bajnok magyar vízilabdázó                                                      | 1965      |
| március 19.    | Charlie Delahey        | olimpiai bajnok kanadai jégkorongozó                                                              | 1973      |
| március 28.    | Csinger Gyula          | Magyar súlyemelő, edző                                                                            | 1979      |
| március 31.    | Gordon Grant           | világbajnok kanadai jégkorongozó                                                                  | ?         |
| április 3.     | Douglas Everett        | olimpiai ezüstérmes amerikai jégkorongozó                                                         | 1996      |
| április 14.    | Georg Lammers          | olimpiai ezüst- és bronzérmes német atléta                                                        | 1987      |
| április 23.    | Raffinsky László       | magyar nemzetiségű román válogatott labdarúgó, fedezet, edző                                      | 1981      |
| május 17.      | Jean De Clercq         | belga válogatott labdarúgó                                                                        | 1984      |
| május 23.      | Karel Hromádka         | Európa-bajnok és világbajnoki bronzérmes csehszlovák jégkorongozó, olimpikon                      | 1978      |
| május 26.      | René Bondoux           | olimpiai bajnok francia tőrvívó, katonatiszt                                                      | 2001      |
| június 4.      | Gerard Hallock         | olimpiai ezüstérmes amerikai jégkorongozó, katona, bankár                                         | 1996      |
| június 11.     | Sepp Göbl              | Európa-bajnok, Európa-bajnoki ezüstérmes osztrák válogatott jégkorongozó, olimpikon               | 1971      |
| június 11.     | Paul Wormser           | olimpiai bronzérmes francia párbajtőrvívó                                                         | 1944      |
| június 13.     | Franco Riccardi        | olimpiai és világbajnok olasz párbajtőrvívó                                                       | 1968      |
| július 3.      | Richard Corts          | Olimpiai ezüstérmes német atléta                                                                  | 1974      |
| július 29.     | Maksimilijan Mihelčič  | jugoszláv válogatott szlovén labdarúgó, olimpikon                                                 | 1958      |
| augusztus 8.   | Siegfried Lerdon       | olimpiai és világbajnoki bronzérmes német tőr- és párbajtőrvívó                                   | 1964      |
| augusztus 12.  | Vogl Imre              | magyar nemzetiségű román válogatott labdarúgó, hátvéd, edző                                       | 1971      |
| augusztus 22.  | Roy Henkel             | olimpiai bajnok kanadai jégkorongozó                                                              | 1981      |
| szeptember 1.  | Bob Hammond            | ausztrál ausztrál futballjátékos                                                                  | 1993      |
| szeptember 12. | Kóródy Keresztély Imre | magyar sakkmester, sakkolimpiai bajnok                                                            | 1969      |
| szeptember 25. | Aurelio González       | paraguayi válogatott labdarúgó, edző                                                              | 1997      |
| szeptember 25. | Erich Herker           | Európa-bajnok, világbajnoki ezüstérmes, olimpiai bronzérmes német válogatott jégkorongozó         | 1990      |
| szeptember 26. | Karl Rappan            | osztrák labdarúgó-fedezet, edző                                                                   | 1996      |
| szeptember 28. | Darányi József         | magyar atléta, súlylökő, olimpikon, állatorvos                                                    | 1990      |
| szeptember 28. | Robert Mulholland      | kanadai-brit válogatott jégkorongozó                                                              | ?         |
| október 6.     | Faragó Klára           | női sakkozó, jogász, az első magyar női világbajnokjelölt                                         | 1944      |
| október 28.    | Fernand Carez          | belga jégkorongozó, olimpikon                                                                     | ?         |
| november 5.    | Louis Rosier           | francia autóversenyző, Formula–1-es pilóta                                                        | 1956      |
| november 17.   | Kocsis Antal           | olimpiai bajnok magyar ökölvívó                                                                   | 1994      |
| december 5.    | Alfie Moore            | Kanadai jégkorongozó                                                                              | 1979      |
| december 29.   | René Lemoine           | olimpiai és világbajnok francia tőr- és párbajtőrvívó, üzletember                                 | 1995      |

## Halálozások
| Születés     | Név             | Nemzetiség, sportág, eredmények | Halálozás |
| ------------ | --------------- | ------------------------------- | --------- |
| február 6.   | Ned Cuthbert    | amerikai baseballjátékos        | 1845      |
| február 18.  | Tom Poorman     | amerikai baseballjátékos        | 1857      |
| március 2.   | Stump Weidman   | amerikai baseballjátékos        | 1861      |
| május 17.    | John Abadie     | amerikai baseballjátékos        | 1854      |
| május 20.    | Ed Kennedy      | amerikai baseballjátékos        | 1856      |
| május 22.    | George Zettlein | amerikai baseballjátékos        | 1844      |
| december 31. | Frank Bonner    | amerikai baseballjátékos        | 1869      |